# Tokyo Cop
Tokyo Cop, conosciuto anche come TOKYO COP: Special Force Reinforcement, è un videogioco arcade in 3D sviluppato e pubblicato da Gaelco nel 2003 in Europa, mentre la Namco lo pubblica in Nord America nello stesso anno ed in Giappone nel 2004. In esso si impersona selezionabilmente degli agenti appartenenti ad una fittizia stazione della polizia di Tokyo, la Neo Koban Police Station, i quali, a bordo dell'apposita autovettura partono all'inseguimento dei criminali sulle strade dell'omonima capitale del Sol Levante.
Questo titolo, insieme a Tuning Race (un altro sempre della Gaelco), usufruisce della connessione a internet per permettere il salvataggio dei dati di gioco.

## Modalità di gioco
Il gameplay di Tokyo Cop è simile a quello della serie di Chase H.Q. della Taito. Dopo avere scelto uno dei quattro poliziotti che si preferisce, il giocatore deve fargli guidare la volante della polizia (una Daihatsu Mira) per le vie di Tokyo, la capitale del Giappone, in mezzo al traffico caotico con lo scopo primario di inseguire e speronare dei veicoli, pilotati da criminali in fuga. Tali vie sono localizzate nelle quattro illustre aree distrettuali della città, abbinate per ciascuna ad una difficoltà: Ginza (Easy, facile), Hibiya (Medium, normale), Shinjuku (Hard, difficile), e Shibuya (Very Hard, estremo).
In ogni area vi sono dodici ricercati fuggiaschi, ognuno con un proprio nome e livello di crimine (quest'ultimo espresso in percentuale), e per passare a quella successiva bisogna appunto fermarli dando loro la caccia in auto, in modo da costringerli alla resa e alla messa in arresto. Il punteggio ottenuto varia sia a seconda della taglia del criminale catturato, sia in base alla prestazione avuta durante la missione (data anch'essa in percentuale).
In partita si hanno a disposizione due timer da 90 secondi di tempo, i quali scattano contemporaneamente all'inizio di ogni missione: in diminuzione verso 0 comporta la fine della partita stessa, mentre in aumento da 0 stabilisce il grado di promozione del proprio agente scelto (cominciando da cadetto). A tal proposito, l'avanzamento avviene quando un fuggiasco viene arrestato prima che si superi il numero dei secondi di quel rango, ma, se accade l'esatto opposto (la cattura dopo che lo stesso numero viene superato), si va alla retrocessione; i ranghi correlati ai secondi elencati nel gioco sono Ufficiale (90"), Sergente (70"), Tenente (60") e Capitano (40"). Inoltre, quelle progressive medesime promozioni servono per sbloccare, prima un'altra volante a tema (la Ford Crown Victoria), e susseguentemente quattro normali vetture:
- Subaru Impreza 1995
- Hummer H1
- Toyota MR2
- Jaguar XJ220

Ciascuno di questi sei automobili, esposte nel garage, non possono essere di nuovo utilizzati per un livello dopo che nella missione hanno subito ulteriori danni. Due auto aggiuntive (la Cadillac Eldorado 1959 e la Buick Roadmaster Hearse), così come due mezzi tradizionali (la Mitsubishi Fuso Aero Star 1997 e la Nissan Paramedic 1997), vengono ottenuti come premio solo arrestando i criminali più pericolosi.
Infine, nel cabinato si può installare anche una tastiera per digitare il proprio codice PIN, che, inserito su un veicolo selezionato e giocato in precedenza, consente di riprendere la partita da dove si era interrotti. Lo stesso codice si inserisce anche dopo avere optato "Load Game" nel menù iniziale, così da accedere alla modalità riservata ai giocatori esperti.